# Hypoxis dinteri
Hypoxis dinteri är en enhjärtbladig växtart som beskrevs av Gert Cornelius Nel. Hypoxis dinteri ingår i släktet Hypoxis och familjen Hypoxidaceae.
Artens utbredningsområde är Namibia. Inga underarter finns listade i Catalogue of Life.